# أطلس الموريطني
أطلس الموريطاني هو ابن بوسيدن إله البحر في كلٍّ من الميثولوجيا ألأمازيغية و الميثولوجيا الإغريقية والميثولوجيا الرومانية من امرأة بشرية اسمها كليتو (بالاتينية :Cleito). عين بوسيدون ابنه أطلس ملكا على أطلنتس التي سميت وشعبها على اسمه وكذالك البحر المحيط بها بالأطلسي. عرف أطلس أيضا بكونه ملكًا على موريطنية.

## التسمية
حصل أطلس على اسمه من والده الذي سماه هو واخوته التسعة. تيمنا باسم ابن عمه ايبتوس أطلس.

## ولادته
بعد انتهاء حرب الجبابرة قسم العالم بين آلهة أوليمبوس وإتخذ كل إله ضرائح وأماكن لتقديم القرابين. في الأوتوتثون (بالاتينية :Autochthons) جزيرة تابعة لبوسيدن والتي ستسمى فيما بعد بأطلنتس عاش رجل يسمى ايفانور (بالاتينية :Evenor) مع زوجته ليوسيبي (بالاتينية :Leucippe)، على تلة منخفضة في وسط الجزيرة، على بعد حوالي خمسين ستاديون من البحر وكان للزوجين ابنة واحدة، كليتو (بالاتينية :Cleito)، عندما بلغ كليتو سن الزواج مات والداها، وبوسيدن الذي كان مغرما بها تزوج بها.
أنجب بوسيدن من كليتو خمسة أزواج من التوائم، سمى التوأم الأول أطلس وڭاديرا (بالاتينية :Gadeira)، والتوأم الثاني أمفيرس (بالاتينية :Ampheres) و إفايمون (بالاتينية :Evaemon)، والتوأم الثالت مينيسيوس (بالاتينية :Mneseus) وأوتوشتون (بالاتينية :Autochthon)، والتوأم الرابع الاسيبوس (بالاتينية :Elasippus) وميستور (بالاتينية :Mestor)، والتوأم الخامس إزيس (بالاتينية :Azaes) و ديابريبيس (بالاتينية :Diaprepes).
أسكن بوسيدون أبناءه في جزيرة الأوتوتثون ووفر لهم وسائل العيش.

## حياته

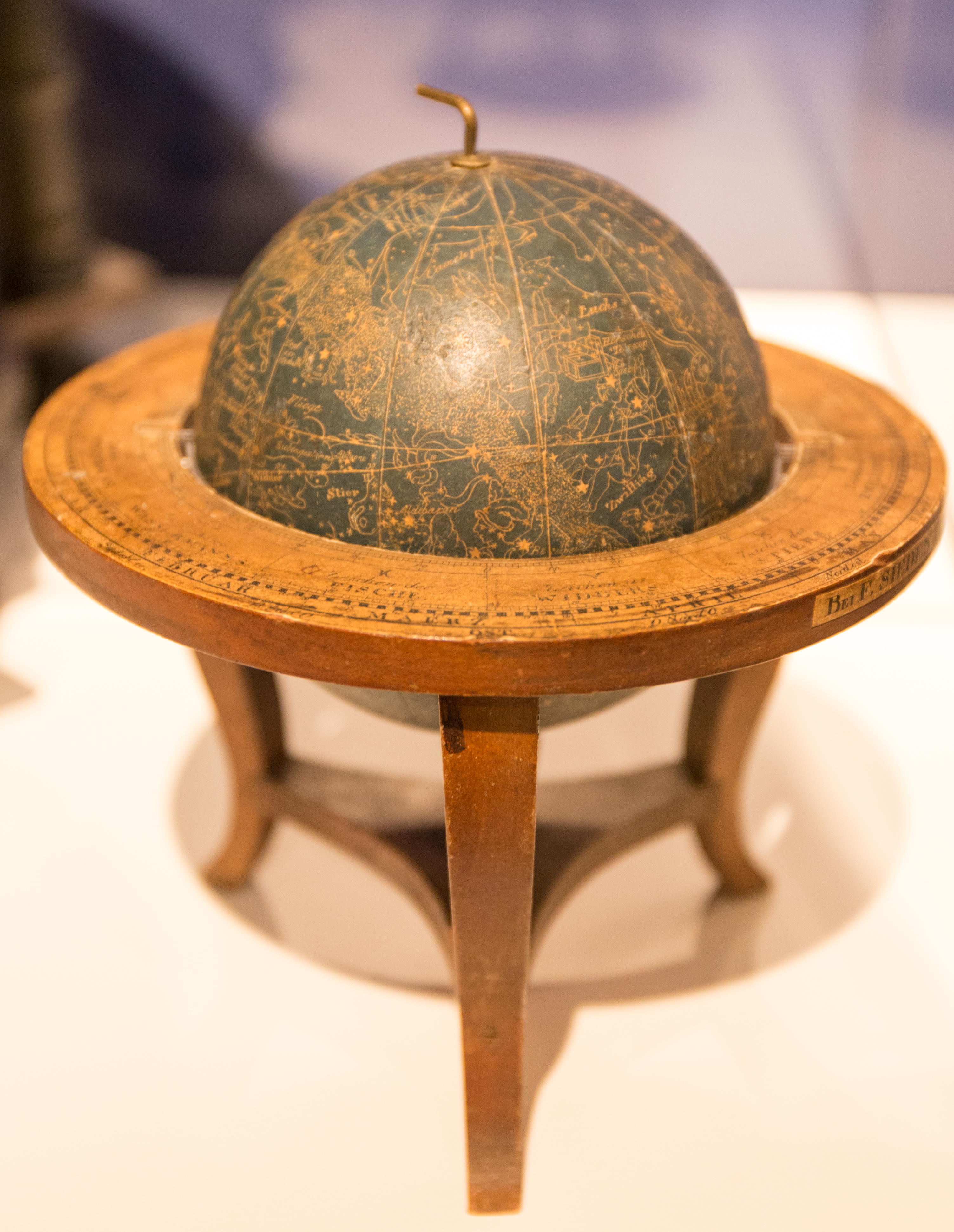
مجسم الكرة السماوية في معرض متحف الثقافات الأوروبية ببرلين، ألمانيا.

عاش أطلس واخوته في جزيرة الأوتوتثون. قسم بوسيدون فيما بعد الجزيرة إلى عشرة أقسام وعين كل واحد من أبناءه على قسم منها، وأعطى أطلس أكبرها وجعله ملكا على اخوته، ولكون أطلس أول ملك فقد سميت جزيرة الأوتوتثون بأطلانتس، وكذالك شعبها، وكذا البحر المحيط بها بالأطلسي. كما يذكر أنه كان أول حاكم لموريطنية وعلى اسمه سميت سلسلة الجبال الموريطنية بأطلس، وينسب لأطلس الفضل في اختراع أول مجسم كرة أرضية (بالاتينية :celestial globe).

## إرثه
بعد موت أطلس خلفه ابنه الأكبر سنا في الحكم، وقد بقيت عادة تسليم سلطة للأكبر سنا قاعدة في نقل الحكم من الأب للابن، فحافظوا بذلك على استقرار الحكم لعدة أجيال قادمة.

## أطلس في الثقافة

### في علوم
سمى الجغرافي والفلكي جيراردوس ميركاتور مجموعة الخرائطه بأطلس تيمنا باسم الملك وأفرد لسيرته الذاتية الصفحات الأولى من الكتاب، جاء فيها أن أطلس فلكي ورياضياتي، وفيلسوف مخضرم، وأعظم جغرافي.

### في سينما
يروي فيلم الفنتازيا ومغامرات أمريكي بيرسي جاكسون والأوليمبونس: لص البرق قصة اكتشاف فتى أنه سليل بوسيدون من امرأة بشرية.